# New Site
New Site è un comune degli Stati Uniti d'America situato nella contea di Tallapoosa dello Stato dell'Alabama.